# Список населённых пунктов Бежаницкого района

## Городские населённые пункты
- Рабочий посёлок (посёлок городского типа) Бежаницы —  6700 человек (XII. 2000 г.)[1], 4846 человек (X.2002 г.), 4333 человек (X. 2010 г.)[2], 4157 человек (I. 2012 г.)[3] —  городское поселение «Бежаницы».
- Рабочий посёлок (посёлок городского типа) Красный Луч —  1800 человек (XII. 2000 г.)[1], 1494 человек (X.2002 г.), 1020 человек (X. 2010 г.)[2], 954 человек (I. 2012 г.)[3] —  сельское поселение «Полистовское» (до конца 2010 года —  городское поселение «Красный Луч»).

## Сельские населённые пункты
Ниже представлен сортируемый (по столбцам) список населённых пунктов Бежаницкого района Псковской области, распределённых по муниципальным образованиям (сельским поселениям-волостям и городскому поселению) с оценками численности населения сельских (село, деревня) и городских (рп-пгт) населённых пунктов на конец 2000 года и по переписи населения 2002 года.
| #   | #   | деревня                        | 2000 г., чел. | 2002 г., чел. | муниципальное образование | бывшее МО (1995—2009)     | бывшее МО (2010—2015) |
| --- | --- | ------------------------------ | ------------- | ------------- | ------------------------- | ------------------------- | --------------------- |
| 1   | 1   | Аксёново                       | 144           | 143           | Бежаницкое                | Кудеверская волость       | Кудеверская волость   |
| 2   | 2   | Алоль                          | 16            | 10            | Бежаницкое                | Кудеверская волость       | Кудеверская волость   |
| 3   | 3   | Андрешкино                     | 1             | 1             | Бежаницкое                | Дворицкая волость         | Пореченское           |
| 4   | 4   | Андро-Холмы                    | 7             | 7             | Бежаницкое                | Кудеверская волость       | Кудеверская волость   |
| 5   | 5   | Андрюшино                      | 17            | 19            | Бежаницкое                | Кудеверская волость       | Кудеверская волость   |
| 6   | 6   | Апарино                        | 10            | 10            | Бежаницкое                | Бежаницкая волость        | Бежаницкая волость    |
| 7   | 7   | Аполье                         | 261           | 229           | Бежаницкое                | Аполинская волость        | Бежаницкая волость    |
| 8   | 8   | Апросьево                      | 26            | 20            | Бежаницкое                | Дворицкая волость         | Пореченское           |
| 9   | 9   | Артемино                       | 14            | 8             | Бежаницкое                | Махновская волость        | Пореченское           |
| 10  | 10  | Афаносково                     | 16            | 14            | Бежаницкое                | Дворицкая волость         | Пореченское           |
| 11  | 11  | Ащеркино                       | 5             | 3             | Бежаницкое                | Бежаницкая волость        | Бежаницкая волость    |
| 12  | 12  | Бабеевка                       | 0             | 0             | Бежаницкое                | Махновская волость        | Пореченское           |
| 13  | 13  | Баранцево                      | 15            | 11            | Бежаницкое                | Аполинская волость        | Бежаницкая волость    |
| 14  | 14  | Бардово                        | 186           | 183           | Бежаницкое                | Бардовская волость        | Кудеверская волость   |
| 15  | 15  | Баслаки                        | 10            | 16            | Бежаницкое                | Кудеверская волость       | Кудеверская волость   |
| 16  | 16  | Бельково                       | 8             | 9             | Бежаницкое                | Махновская волость        | Пореченское           |
| 17  | 17  | Береково                       | 8             | 6             | Бежаницкое                | Кудеверская волость       | Кудеверская волость   |
| 18  | 18  | Бобровец                       | 4             | 1             | Бежаницкое                | Бардовская волость        | Кудеверская волость   |
| 19  | 19  | Богаткино                      | 4             | 4             | Бежаницкое                | Аполинская волость        | Бежаницкая волость    |
| 20  | 20  | Болотница                      | 16            | 11            | Бежаницкое                | Кудеверская волость       | Кудеверская волость   |
| 21  | 21  | Большая Горка                  | 1             | 1             | Бежаницкое                | Бежаницкая волость        | Бежаницкая волость    |
| 22  | 22  | Борисково                      | 13            | 9             | Бежаницкое                | Бардовская волость        | Кудеверская волость   |
| 23  | 23  | Ботвино                        | 0             | 1             | Бежаницкое                | Аполинская волость        | Бежаницкая волость    |
| 24  | 24  | Бочары                         | 1             | 2             | Бежаницкое                | Дворицкая волость         | Пореченское           |
| 25  | 25  | Брагино                        | 5             | 5             | Бежаницкое                | Бежаницкая волость        | Бежаницкая волость    |
| 26  | 26  | Будки                          | 4             | 7             | Бежаницкое                | Дворицкая волость         | Пореченское           |
| 27  | 27  | Быково                         | 5             | 3             | Бежаницкое                | Махновская волость        | Пореченское           |
| 28  | 28  | Вандино                        | 8             | 8             | Бежаницкое                | Бежаницкая волость        | Бежаницкая волость    |
| 29  | 29  | Василево                       | 15            | 26            | Бежаницкое                | Дворицкая волость         | Пореченское           |
| 30  | 30  | Васьково                       | 2             | 2             | Бежаницкое                | Махновская волость        | Пореченское           |
| 31  | 31  | Вересимово                     | 6             | 5             | Бежаницкое                | Бежаницкая волость        | Бежаницкая волость    |
| 32  | 32  | Волоково                       | 1             | 2             | Бежаницкое                | Бардовская волость        | Кудеверская волость   |
| 33  | 33  | Воронино                       | 0             | 4             | Бежаницкое                | Дворицкая волость         | Пореченское           |
| 34  | 34  | Воротово                       | 12            | 13            | Бежаницкое                | Кудеверская волость       | Кудеверская волость   |
| 35  | 35  | Выдрино                        | 0             | 3             | Бежаницкое                | Кудеверская волость       | Кудеверская волость   |
| 36  | 36  | Вырыхайлово                    | 1             | 3             | Бежаницкое                | Аполинская волость        | Бежаницкая волость    |
| 37  | 37  | Глазатово                      | 4             | 4             | Бежаницкое                | Дворицкая волость         | Пореченское           |
| 38  | 38  | Глубоково                      | 10            | 8             | Бежаницкое                | Бежаницкая волость        | Бежаницкая волость    |
| 39  | 39  | Гнеталово                      | 12            | 9             | Бежаницкое                | Кудеверская волость       | Кудеверская волость   |
| 40  | 40  | Горивица                       | 7             | 6             | Бежаницкое                | Махновская волость        | Пореченское           |
| 41  | 41  | Грибово                        | 9             | 14            | Бежаницкое                | Аполинская волость        | Бежаницкая волость    |
| 42  | 42  | Григоркино                     | 13            | 22            | Бежаницкое                | Дворицкая волость         | Пореченское           |
| 43  | 43  | Гритьково                      | 5             | 8             | Бежаницкое                | Махновская волость        | Пореченское           |
| 44  | 44  | Гришино                        | 1             | 2             | Бежаницкое                | Дворицкая волость         | Пореченское           |
| 45  | 45  | Груздово                       | 1             | 5             | Бежаницкое                | Кудеверская волость       | Кудеверская волость   |
| 46  | 46  | Губино                         | 1             | 6             | Бежаницкое                | Кудеверская волость       | Кудеверская волость   |
| 47  | 47  | Гусево                         | 12            | 16            | Бежаницкое                | Аполинская волость        | Бежаницкая волость    |
| 48  | 48  | Дворцы                         | 359           | 301           | Бежаницкое                | Дворицкая волость         | Пореченское           |
| 49  | 49  | Дегжа                          | 24            | 22            | Бежаницкое                | Махновская волость        | Пореченское           |
| 50  | 50  | Демешкино                      | 1             | 1             | Бежаницкое                | Махновская волость        | Пореченское           |
| 51  | 51  | Демидов Бор                    | 3             | 3             | Бежаницкое                | Дворицкая волость         | Пореченское           |
| 52  | 52  | Демидова Горка                 | 21            | 23            | Бежаницкое                | Дворицкая волость         | Пореченское           |
| 53  | 53  | Детково                        | 11            | 9             | Бежаницкое                | Бардовская волость        | Кудеверская волость   |
| 54  | 54  | Дехово                         | 9             | 9             | Бежаницкое                | Аполинская волость        | Бежаницкая волость    |
| 55  | 55  | Дешково                        | 2             | 1             | Бежаницкое                | Бежаницкая волость        | Бежаницкая волость    |
| 56  | 56  | Долговка                       | 0             | 0             | Бежаницкое                | Аполинская волость        | Бежаницкая волость    |
| 57  | 57  | Долгое                         | 7             | 6             | Бежаницкое                | Дворицкая волость         | Пореченское           |
| 58  | 58  | Доманово                       | 7             | 11            | Бежаницкое                | Аполинская волость        | Бежаницкая волость    |
| 59  | 59  | Дорожково                      | 91            | 65            | Бежаницкое                | Кудеверская волость       | Кудеверская волость   |
| 60  | 60  | Дощаново                       | 11            | 7             | Бежаницкое                | Бежаницкая волость        | Бежаницкая волость    |
| 61  | 61  | Дубково                        | 2             | 1             | Бежаницкое                | Кудеверская волость       | Кудеверская волость   |
| 62  | 62  | Дударево                       | 0             | 11            | Бежаницкое                | Кудеверская волость       | Кудеверская волость   |
| 63  | 63  | Ермолино                       | 1             | 0             | Бежаницкое                | Бежаницкая волость        | Бежаницкая волость    |
| 64  | 64  | Загоскино                      | 2             | 2             | Бежаницкое                | Аполинская волость        | Бежаницкая волость    |
| 65  | 65  | Загрязье                       | 1             | 2             | Бежаницкое                | Дворицкая волость         | Пореченское           |
| 66  | 66  | Зайцево                        | 4             | 2             | Бежаницкое                | Бардовская волость        | Кудеверская волость   |
| 67  | 67  | Залесье                        | 0             | 0             | Бежаницкое                | Кудеверская волость       | Кудеверская волость   |
| 68  | 68  | Заречье                        | 0             | 0             | Бежаницкое                | Кудеверская волость       | Кудеверская волость   |
| 69  | 69  | Захарино                       | 27            | 23            | Бежаницкое                | Дворицкая волость         | Пореченское           |
| 70  | 70  | Зекеево                        | 2             | 6             | Бежаницкое                | Дворицкая волость         | Пореченское           |
| 71  | 71  | Зеленино                       | 1             | 0             | Бежаницкое                | Махновская волость        | Пореченское           |
| 72  | 72  | Зенково                        | 29            | 26            | Бежаницкое                | Махновская волость        | Пореченское           |
| 73  | 73  | Зоркино                        | 4             | 4             | Бежаницкое                | Дворицкая волость         | Пореченское           |
| 74  | 74  | Зубково                        | 12            | 5             | Бежаницкое                | Кудеверская волость       | Кудеверская волость   |
| 75  | 75  | Иваново                        | 23            | 21            | Бежаницкое                | Бежаницкая волость        | Бежаницкая волость    |
| 76  | 76  | Ивашково                       | 0             | 0             | Бежаницкое                | Махновская волость        | Пореченское           |
| 77  | 77  | Измалково                      | 56            | 65            | Бежаницкое                | Махновская волость        | Пореченское           |
| 78  | 78  | Калинина Гора                  | 0             | 2             | Бежаницкое                | Дворицкая волость         | Пореченское           |
| 79  | 79  | Камешки                        | 4             | 3             | Бежаницкое                | Дворицкая волость         | Пореченское           |
| 80  | 80  | Карпово                        | 0             | 0             | Бежаницкое                | Дворицкая волость         | Пореченское           |
| 81  | 81  | Карпыли                        | 3             | 4             | Бежаницкое                | Бардовская волость        | Кудеверская волость   |
| 82  | 82  | Киево                          | 15            | 14            | Бежаницкое                | Кудеверская волость       | Кудеверская волость   |
| 83  | 83  | Кисели                         | 16            | 13            | Бежаницкое                | Дворицкая волость         | Пореченское           |
| 84  | 84  | Китово                         | 78            | 75            | Бежаницкое                | Аполинская волость        | Бежаницкая волость    |
| 85  | 85  | Клетошно                       | 7             | 6             | Бежаницкое                | Бардовская волость        | Кудеверская волость   |
| 86  | 86  | Климово                        | 2             | 1             | Бежаницкое                | Аполинская волость        | Бежаницкая волость    |
| 87  | 87  | Клинково                       | 16            | 14            | Бежаницкое                | Дворицкая волость         | Пореченское           |
| 88  | 88  | Клишковичи                     | 3             | 4             | Бежаницкое                | Аполинская волость        | Бежаницкая волость    |
| 89  | 89  | Кожино                         | 4             | 4             | Бежаницкое                | Кудеверская волость       | Кудеверская волость   |
| 90  | 90  | Кожино                         | 2             | 0             | Бежаницкое                | Дворицкая волость         | Пореченское           |
| 91  | 91  | Козья Горка                    | 0             | 0             | Бежаницкое                | Аполинская волость        | Бежаницкая волость    |
| 92  | 92  | Комково                        |               | 4             | Бежаницкое                | Пореченское               |                       |
| 93  | 93  | Кондратово                     | 7             | 0             | Бежаницкое                | Дворицкая волость         | Пореченское           |
| 94  | 94  | Конново                        | 1             | 0             | Бежаницкое                | Аполинская волость        | Бежаницкая волость    |
| 95  | 95  | Кошелево                       | 7             | 9             | Бежаницкое                | Дворицкая волость         | Пореченское           |
| 96  | 96  | Красное Иваньково              | 52            | 56            | Бежаницкое                | Махновская волость        | Пореченское           |
| 97  | 97  | Красное Солнце                 | 335           | 301           | Бежаницкое                | Бежаницкая волость        | Бежаницкая волость    |
| 98  | 98  | Крыжово                        | 12            | 8             | Бежаницкое                | Махновская волость        | Пореченское           |
| 99  | 99  | Кудеверь, село                 | 570           | 536           | Бежаницкое                | Кудеверская волость       | Кудеверская волость   |
| 100 | 100 | Кудрявцево                     | 23            | 25            | Бежаницкое                | Аполинская волость        | Бежаницкая волость    |
| 101 | 101 | Кулики                         | 0             | 3             | Бежаницкое                | Дворицкая волость         | Пореченское           |
| 102 | 102 | Кунавино                       | 47            | 41            | Бежаницкое                | Бежаницкая волость        | Бежаницкая волость    |
| 103 | 103 | Купилово                       | 1             | 3             | Бежаницкое                | Махновская волость        | Пореченское           |
| 104 | 104 | Кучино                         | 3             | 5             | Бежаницкое                | Дворицкая волость         | Пореченское           |
| 105 | 105 | Липцы                          | 30            | 26            | Бежаницкое                | Махновская волость        | Пореченское           |
| 106 | 106 | Лопатино                       | 15            | 12            | Бежаницкое                | Кудеверская волость       | Кудеверская волость   |
| 107 | 107 | Лопырево                       | 1             | 2             | Бежаницкое                | Аполинская волость        | Бежаницкая волость    |
| 108 | 108 | Лоскино                        | 4             | 0             | Бежаницкое                | Бежаницкая волость        | Бежаницкая волость    |
| 109 | 109 | Луг                            | 12            | 12            | Бежаницкое                | Аполинская волость        | Бежаницкая волость    |
| 110 | 110 | Лукино                         | 3             | 2             | Бежаницкое                | Дворицкая волость         | Пореченское           |
| 111 | 111 | Ляпино                         | 5             | 4             | Бежаницкое                | Дворицкая волость         | Пореченское           |
| 112 | 112 | Ляпино                         | 18            | 16            | Бежаницкое                | Бежаницкая волость        | Бежаницкая волость    |
| 113 | 113 | Ляхново                        | 2             | 2             | Бежаницкое                | Махновская волость        | Пореченское           |
| 114 | 114 | Макушево                       | 26            | 16            | Бежаницкое                | Махновская волость        | Пореченское           |
| 115 | 115 | Малеево                        | 1             | 3             | Бежаницкое                | Дворицкая волость         | Пореченское           |
| 116 | 116 | Малофеево                      | 3             | 0             | Бежаницкое                | Дворицкая волость         | Пореченское           |
| 117 | 117 | Мартиново                      | 3             | 3             | Бежаницкое                | Бардовская волость        | Кудеверская волость   |
| 118 | 118 | Махново                        | 290           | 246           | Бежаницкое                | Махновская волость        | Пореченское           |
| 119 | 119 | Машатино                       | 0             | 0             | Бежаницкое                | Аполинская волость        | Бежаницкая волость    |
| 120 | 120 | Медведово                      | 21            | 14            | Бежаницкое                | Кудеверская волость       | Кудеверская волость   |
| 121 | 121 | Меденицы                       | 1             | 4             | Бежаницкое                | Аполинская волость        | Бежаницкая волость    |
| 122 | 122 | Минино                         | 27            | 28            | Бежаницкое                | Аполинская волость        | Бежаницкая волость    |
| 123 | 123 | Минино-Карамышево              | 3             | 8             | Бежаницкое                | Аполинская волость        | Бежаницкая волость    |
| 124 | 124 | Митино                         | 1             | 1             | Бежаницкое                | Дворицкая волость         | Пореченское           |
| 125 | 125 | Митрошино                      | 24            | 23            | Бежаницкое                | Кудеверская волость       | Кудеверская волость   |
| 126 | 126 | Мулицы                         | 0             | 0             | Бежаницкое                | Кудеверская волость       | Кудеверская волость   |
| 127 | 127 | Мшичино                        | 1             | 2             | Бежаницкое                | Махновская волость        | Пореченское           |
| 128 | 128 | Набоковская Горка              | 3             | 7             | Бежаницкое                | Дворицкая волость         | Пореченское           |
| 129 | 129 | Назаркино                      | 9             | 9             | Бежаницкое                | Бежаницкая волость        | Бежаницкая волость    |
| 130 | 130 | Нарково                        | 1             | 1             | Бежаницкое                | Дворицкая волость         | Пореченское           |
| 131 | 131 | Нароево                        | 0             | 3             | Бежаницкое                | Дворицкая волость         | Пореченское           |
| 132 | 132 | Натекинская Горка              | 2             | 3             | Бежаницкое                | Махновская волость        | Пореченское           |
| 133 | 133 | Никиткино                      | 3             | 7             | Бежаницкое                | Махновская волость        | Пореченское           |
| 134 | 134 | Никулино                       | 15            | 11            | Бежаницкое                | Махновская волость        | Пореченское           |
| 135 | 135 | Оленино                        | 33            | 29            | Бежаницкое                | Аполинская волость        | Бежаницкая волость    |
| 136 | 136 | Остров                         | 0             | 3             | Бежаницкое                | Кудеверская волость       | Кудеверская волость   |
| 137 | 137 | Осье                           | 6             | 8             | Бежаницкое                | Махновская волость        | Пореченское           |
| 138 | 138 | Павлищево                      | 2             | 1             | Бежаницкое                | Кудеверская волость       | Кудеверская волость   |
| 139 | 139 | Павлово                        | 26            | 25            | Бежаницкое                | Кудеверская волость       | Кудеверская волость   |
| 140 | 140 | Панево                         | 1             | 1             | Бежаницкое                | Дворицкая волость         | Пореченское           |
| 141 | 141 | Паства                         | 5             | 5             | Бежаницкое                | Дворицкая волость         | Пореченское           |
| 142 | 142 | Пастухово                      | 0             | 0             | Бежаницкое                | Махновская волость        | Пореченское           |
| 143 | 143 | Пашково                        | 3             | 7             | Бежаницкое                | Махновская волость        | Пореченское           |
| 144 | 144 | Погорелово-1 (или Погорелово)  | 3             | 5             | Бежаницкое                | Аполинская волость        | Бежаницкая волость    |
| 145 | 145 | Подвишенье                     | 2             | 0             | Бежаницкое                | Аполинская волость        | Бежаницкая волость    |
| 146 | 146 | Подвишенье                     | 5             | 3             | Бежаницкое                | Дворицкая волость         | Пореченское           |
| 147 | 147 | Подоржевка                     | 12            | 9             | Бежаницкое                | Бардовская волость        | Кудеверская волость   |
| 148 | 148 | Пожары                         | 2             | 1             | Бежаницкое                | Дворицкая волость         | Пореченское           |
| 149 | 149 | Полянка                        | 3             | 1             | Бежаницкое                | Махновская волость        | Пореченское           |
| 150 | 150 | Пономарево                     | 16            | 15            | Бежаницкое                | Кудеверская волость       | Кудеверская волость   |
| 151 | 151 | Поречье                        | 3             | 3             | Бежаницкое                | Кудеверская волость       | Кудеверская волость   |
| 152 | 152 | Ратьково                       | 45            | 54            | Бежаницкое                | Дворицкая волость         | Пореченское           |
| 153 | 153 | Речки                          | 6             | 5             | Бежаницкое                | Аполинская волость        | Бежаницкая волость    |
| 154 | 154 | Рог                            | 2             | 0             | Бежаницкое                | Бежаницкая волость        | Бежаницкая волость    |
| 155 | 155 | Рогозина Гора                  | 2             | 2             | Бежаницкое                | Аполинская волость        | Бежаницкая волость    |
| 156 | 156 | Рогозно                        | 1             | 2             | Бежаницкое                | Дворицкая волость         | Пореченское           |
| 157 | 157 | Родионово                      | 3             | 4             | Бежаницкое                | Аполинская волость        | Бежаницкая волость    |
| 158 | 158 | Романово                       | 2             | 2             | Бежаницкое                | Бардовская волость        | Кудеверская волость   |
| 159 | 159 | Рощево                         | 3             | 4             | Бежаницкое                | Дворицкая волость         | Пореченское           |
| 160 | 160 | Рындино                        | 0             | 0             | Бежаницкое                | Дворицкая волость         | Пореченское           |
| 161 | 161 | Рябухино                       | 10            | 11            | Бежаницкое                | Махновская волость        | Пореченское           |
| 162 | 162 | Савкино                        | 4             | 5             | Бежаницкое                | Кудеверская волость       | Кудеверская волость   |
| 163 | 163 | Сахново                        | 3             | 2             | Бежаницкое                | Аполинская волость        | Бежаницкая волость    |
| 164 | 164 | Секирница                      | 4             | 5             | Бежаницкое                | Кудеверская волость       | Кудеверская волость   |
| 165 | 165 | Селиваново                     | 3             | 7             | Бежаницкое                | Аполинская волость        | Бежаницкая волость    |
| 166 | 166 | Селиваново                     | 9             | 19            | Бежаницкое                | Махновская волость        | Пореченское           |
| 167 | 167 | Семенкино                      | 34            | 22            | Бежаницкое                | Махновская волость        | Пореченское           |
| 168 | 168 | Семилово                       | 2             | 3             | Бежаницкое                | Кудеверская волость       | Кудеверская волость   |
| 169 | 169 | Скрыпли                        | 22            | 12            | Бежаницкое                | Бардовская волость        | Кудеверская волость   |
| 170 | 170 | Скурдино                       | 59            | 51            | Бежаницкое                | Махновская волость        | Пореченское           |
| 171 | 171 | Славно                         | 0             | 7             | Бежаницкое                | Кудеверская волость       | Кудеверская волость   |
| 172 | 172 | Слизино                        | 3             | 6             | Бежаницкое                | Махновская волость        | Пореченское           |
| 173 | 173 | Слобода                        | 3             | 0             | Бежаницкое                | Махновская волость        | Пореченское           |
| 174 | 174 | Смыково                        | 3             | 4             | Бежаницкое                | Бежаницкая волость        | Бежаницкая волость    |
| 175 | 175 | Соколье                        | 2             | 0             | Бежаницкое                | Бежаницкая волость        | Бежаницкая волость    |
| 176 | 176 | Спирово                        | 30            | 33            | Бежаницкое                | Махновская волость        | Пореченское           |
| 177 | 177 | Спицино                        | 11            | 12            | Бежаницкое                | Бежаницкая волость        | Бежаницкая волость    |
| 178 | 178 | Стайки                         | 7             | 5             | Бежаницкое                | Аполинская волость        | Бежаницкая волость    |
| 179 | 179 | Струпливец                     | 8             | 5             | Бежаницкое                | Бардовская волость        | Кудеверская волость   |
| 180 | 180 | Сукино                         | 4             | 7             | Бежаницкое                | Кудеверская волость       | Кудеверская волость   |
| 181 | 181 | Сутоки                         | 6             | 7             | Бежаницкое                | Дворицкая волость         | Пореченское           |
| 182 | 182 | Сучкино                        | 2             | 3             | Бежаницкое                | Махновская волость        | Пореченское           |
| 183 | 183 | Тархово                        | 0             | 0             | Бежаницкое                | Аполинская волость        | Бежаницкая волость    |
| 184 | 184 | Темное                         | 0             | 0             | Бежаницкое                | Дворицкая волость         | Пореченское           |
| 185 | 185 | Терехово                       | 0             | 0             | Бежаницкое                | Аполинская волость        | Бежаницкая волость    |
| 186 | 186 | Тигощи                         | 7             | 10            | Бежаницкое                | Бежаницкая волость        | Бежаницкая волость    |
| 187 | 187 | Тим-Гора                       | 5             | 4             | Бежаницкое                | Бардовская волость        | Кудеверская волость   |
| 188 | 188 | Тройкино                       | 15            | 25            | Бежаницкое                | Бежаницкая волость        | Бежаницкая волость    |
| 189 | 189 | Троица                         | 14            | 13            | Бежаницкое                | Аполинская волость        | Бежаницкая волость    |
| 190 | 190 | Тросны                         | 0             | 2             | Бежаницкое                | Дворицкая волость         | Пореченское           |
| 191 | 191 | Трошневка                      | 14            | 8             | Бежаницкое                | Кудеверская волость       | Кудеверская волость   |
| 192 | 192 | Трупехино                      | 0             | 0             | Бежаницкое                | Махновская волость        | Пореченское           |
| 193 | 193 | Турово                         | 208           | 186           | Бежаницкое                | Махновская волость        | Пореченское           |
| 194 | 194 | Туровские Холмы                | 14            | 15            | Бежаницкое                | Кудеверская волость       | Кудеверская волость   |
| 195 | 195 | Тюшево                         | 3             | 3             | Бежаницкое                | Дворицкая волость         | Пореченское           |
| 196 | 196 | Ульяниха                       | 0             | 1             | Бежаницкое                | Аполинская волость        | Бежаницкая волость    |
| 197 | 197 | Усадище                        | 9             | 10            | Бежаницкое                | Дворицкая волость         | Пореченское           |
| 198 | 198 | Фатейково                      | 10            | 8             | Бежаницкое                | Дворицкая волость         | Пореченское           |
| 199 | 199 | Фафоново                       | 0             | 0             | Бежаницкое                | Кудеверская волость       | Кудеверская волость   |
| 200 | 200 | Федорково                      | 26            | 21            | Бежаницкое                | Бежаницкая волость        | Бежаницкая волость    |
| 201 | 201 | Фетенино                       | 39            | 50            | Бежаницкое                | Махновская волость        | Пореченское           |
| 202 | 202 | Фильково                       | 15            | 16            | Бежаницкое                | Кудеверская волость       | Кудеверская волость   |
| 203 | 203 | Фишнево                        | 360           | 310           | Бежаницкое                | Бежаницкая волость        | Бежаницкая волость    |
| 204 | 204 | Фомино                         | 3             | 4             | Бежаницкое                | Махновская волость        | Пореченское           |
| 205 | 205 | Хилково                        | 7             | 6             | Бежаницкое                | Аполинская волость        | Бежаницкая волость    |
| 206 | 206 | Чунеево                        | 8             | 4             | Бежаницкое                | Махновская волость        | Пореченское           |
| 207 | 207 | Шантилиха                      | 0             | 0             | Бежаницкое                | Аполинская волость        | Бежаницкая волость    |
| 208 | 208 | Шахматово                      | 45            | 31            | Бежаницкое                | Бежаницкая волость        | Бежаницкая волость    |
| 209 | 209 | Шахматовское Иваньково         | 3             | 6             | Бежаницкое                | Бежаницкая волость        | Бежаницкая волость    |
| 210 | 210 | Шестаково                      | 22            | 25            | Бежаницкое                | Махновская волость        | Пореченское           |
| 211 | 211 | Шилово                         | 5             | 3             | Бежаницкое                | Аполинская волость        | Бежаницкая волость    |
| 212 | 212 | Шумиха                         | 19            | 13            | Бежаницкое                | Бардовская волость        | Кудеверская волость   |
| 213 | 213 | Юрлово                         | 4             | 5             | Бежаницкое                | Дворицкая волость         | Пореченское           |
| 214 | 214 | Юхново                         | 24            | 26            | Бежаницкое                | Бежаницкая волость        | Бежаницкая волость    |
| 215 | 215 | Язвы                           | 7             | 8             | Бежаницкое                | Бежаницкая волость        | Бежаницкая волость    |
| 216 | 1   | Амшага                         | 2             | 1             | Лющикская волость         | Лющикская волость         | Лющикская волость     |
| 217 | 2   | Большая Рудница                | 46            | 45            | Лющикская волость         | Лющикская волость         | Лющикская волость     |
| 218 | 3   | Большое Гагрино                | 7             | 1             | Лющикская волость         | Лющикская волость         | Лющикская волость     |
| 219 | 4   | Борок                          | 14            | 11            | Лющикская волость         | Бежаницкая волость        | Лющикская волость     |
| 220 | 5   | Брылино                        | 15            | 9             | Лющикская волость         | Лющикская волость         | Лющикская волость     |
| 221 | 6   | Верховинино                    | 1             | 0             | Лющикская волость         | Лющикская волость         | Лющикская волость     |
| 222 | 7   | Глодово                        | 5             | 6             | Лющикская волость         | Лющикская волость         | Лющикская волость     |
| 223 | 8   | Гора                           | 240           | 197           | Лющикская волость         | Лющикская волость         | Лющикская волость     |
| 224 | 9   | Грудиново                      | 15            | 9             | Лющикская волость         | Лющикская волость         | Лющикская волость     |
| 225 | 10  | Завещевье                      | 16            | 12            | Лющикская волость         | Лющикская волость         | Лющикская волость     |
| 226 | 11  | Залешье                        | 7             | 3             | Лющикская волость         | Лющикская волость         | Лющикская волость     |
| 227 | 12  | Заполье                        | 163           | 172           | Лющикская волость         | Бежаницкая волость        | Лющикская волость     |
| 228 | 13  | Заход (Заход Успенский)        | 17            | 10            | Лющикская волость         | Лющикская волость         | Лющикская волость     |
| 229 | 14  | Заход Горский                  | 11            | 9             | Лющикская волость         | Лющикская волость         | Лющикская волость     |
| 230 | 15  | Ивахново                       | 6             | 4             | Лющикская волость         | Лющикская волость         | Лющикская волость     |
| 231 | 16  | Игнашово                       | 11            | 16            | Лющикская волость         | Лющикская волость         | Лющикская волость     |
| 232 | 17  | Калинино                       | 30            | 28            | Лющикская волость         | Бежаницкая волость        | Лющикская волость     |
| 233 | 18  | Клескино                       | 17            | 9             | Лющикская волость         | Лющикская волость         | Лющикская волость     |
| 234 | 19  | Коромыслово                    | 2             | 0             | Лющикская волость         | Лющикская волость         | Лющикская волость     |
| 235 | 20  | Коскино-1                      | 4             | 5             | Лющикская волость         | Лющикская волость         | Лющикская волость     |
| 236 | 21  | Коскино-2                      | 53            | 51            | Лющикская волость         | Лющикская волость         | Лющикская волость     |
| 237 | 22  | Латково                        | 3             | 4             | Лющикская волость         | Бежаницкая волость        | Лющикская волость     |
| 238 | 23  | Липовец Горский                | 21            | 22            | Лющикская волость         | Лющикская волость         | Лющикская волость     |
| 239 | 24  | Липовец Завещевский            | 17            | 13            | Лющикская волость         | Лющикская волость         | Лющикская волость     |
| 240 | 25  | Лифаново                       | 9             | 11            | Лющикская волость         | Лющикская волость         | Лющикская волость     |
| 241 | 26  | Лужница                        | 8             | 7             | Лющикская волость         | Лющикская волость         | Лющикская волость     |
| 242 | 27  | Лющик                          | 718           | 681           | Лющикская волость         | Лющикская волость         | Лющикская волость     |
| 243 | 28  | Макарино                       | 21            | 19            | Лющикская волость         | Лющикская волость         | Лющикская волость     |
| 244 | 29  | Малое Гагрино                  | 7             | 4             | Лющикская волость         | Лющикская волость         | Лющикская волость     |
| 245 | 30  | Машково                        | 16            | 10            | Лющикская волость         | Лющикская волость         | Лющикская волость     |
| 246 | 31  | Павлово                        | 6             | 6             | Лющикская волость         | Лющикская волость         | Лющикская волость     |
| 247 | 32  | Перхово                        | 3             | 0             | Лющикская волость         | Лющикская волость         | Лющикская волость     |
| 248 | 33  | Петешкино                      | 5             | 0             | Лющикская волость         | Бежаницкая волость        | Лющикская волость     |
| 249 | 34  | Подсосонье                     | 8             | 2             | Лющикская волость         | Лющикская волость         | Лющикская волость     |
| 250 | 35  | Рабочий Посёлок                | 19            | 12            | Лющикская волость         | Лющикская волость         | Лющикская волость     |
| 251 | 36  | Роголево                       | 17            | 17            | Лющикская волость         | Бежаницкая волость        | Лющикская волость     |
| 252 | 37  | Родиошково                     | 4             | 5             | Лющикская волость         | Бежаницкая волость        | Лющикская волость     |
| 253 | 38  | Сапрыгино                      | 119           | 112           | Лющикская волость         | Лющикская волость         | Лющикская волость     |
| 254 | 39  | Серяки                         | 1             | 4             | Лющикская волость         | Лющикская волость         | Лющикская волость     |
| 255 | 40  | Сменово                        | 16            | 18            | Лющикская волость         | Лющикская волость         | Лющикская волость     |
| 256 | 41  | Суслово                        | 15            | 18            | Лющикская волость         | Лющикская волость         | Лющикская волость     |
| 257 | 42  | Сысоево                        | 36            | 21            | Лющикская волость         | Лющикская волость         | Лющикская волость     |
| 258 | 43  | Успенье                        | 4             | 5             | Лющикская волость         | Лющикская волость         | Лющикская волость     |
| 259 | 44  | Федово                         | 25            | 23            | Лющикская волость         | Лющикская волость         | Лющикская волость     |
| 260 | 45  | Федьково                       | 2             | 1             | Лющикская волость         | Лющикская волость         | Лющикская волость     |
| 261 | 46  | Федяково                       | 6             | 10            | Лющикская волость         | Лющикская волость         | Лющикская волость     |
| 262 | 47  | Фешково                        | 20            | 16            | Лющикская волость         | Лющикская волость         | Лющикская волость     |
| 263 | 48  | Филино                         | 5             | 5             | Лющикская волость         | Лющикская волость         | Лющикская волость     |
| 264 | 49  | Финьково                       | 139           | 119           | Лющикская волость         | Бежаницкая волость        | Лющикская волость     |
| 265 | 50  | Хряпьево                       | 57            | 42            | Лющикская волость         | Лющикская волость         | Лющикская волость     |
| 266 | 51  | Шашаново                       | 1             | 1             | Лющикская волость         | Лющикская волость         | Лющикская волость     |
| 267 | 52  | Шунцево                        | 10            | 7             | Лющикская волость         | Лющикская волость         | Лющикская волость     |
| 268 | 53  | Юшковы Села                    | 42            | 41            | Лющикская волость         | Лющикская волость         | Лющикская волость     |
| 269 | 54  | Яхново                         | 10            | 3             | Лющикская волость         | Лющикская волость         | Лющикская волость     |
| 270 | 1   | Красный Луч, рп (пгт)          | 1800          | 1494          | Полистовское              | Красный Луч               | Полистовское          |
| 271 | 2   | Борок                          | 3             | 0             | Полистовское              | Цевельская волость        | Полистовское          |
| 272 | 3   | Веряжа                         | 0             | 0             | Полистовское              | Цевельская волость        | Полистовское          |
| 273 | 4   | Вихрище                        | 9             | 10            | Полистовское              | Цевельская волость        | Полистовское          |
| 274 | 5   | Зайцево                        | 16            |               | Полистовское              | Красный Луч               | Полистовское          |
| 275 | 6   | Залужье                        | 0             | 0             | Полистовское              | Цевельская волость        | Полистовское          |
| 276 | 7   | Макарино                       | 13            | 11            | Полистовское              | Цевельская волость        | Полистовское          |
| 277 | 8   | Межник                         |               | 36            | Полистовское              | Цевельская волость        | Полистовское          |
| 278 | 9   | Полисто                        |               | 0             | Полистовское              | Цевельская волость        | Полистовское          |
| 279 | 10  | Порховок                       |               | 0             | Полистовское              | Цевельская волость        | Полистовское          |
| 280 | 11  | Ратча                          |               | 0             | Полистовское              | Цевельская волость        | Полистовское          |
| 281 | 12  | Ручьи                          |               | 6             | Полистовское              | Цевельская волость        | Полистовское          |
| 282 | 13  | Синцово                        |               | 1             | Полистовское              | Цевельская волость        | Полистовское          |
| 283 | 14  | Скопиха                        |               | 5             | Полистовское              | Цевельская волость        | Полистовское          |
| 284 | 15  | Сусельница                     |               | 0             | Полистовское              | Цевельская волость        | Полистовское          |
| 285 | 16  | Сысова                         |               | 25            | Полистовское              | Цевельская волость        | Полистовское          |
| 286 | 17  | Ухошино                        | 4             | 0             | Полистовское              | Цевельская волость        | Полистовское          |
| 287 | 18  | Цевло                          | 862           | 716           | Полистовское              | Цевельская волость        | Полистовское          |
| 288 | 19  | Чилец                          | 1             | 0             | Полистовское              | Цевельская волость        | Полистовское          |
| 289 | 1   | Авинищи                        | 12            | 10            | Чихачёвское               | Ашевская волость          | Ашевское              |
| 290 | 2   | Агерово                        | 13            | 16            | Чихачёвское               | Добрывичская волость      | Добрывичская волость  |
| 291 | 3   | Алексино                       | 17            | 17            | Чихачёвское               | Ново-Кузнецовская волость | Ашевское              |
| 292 | 4   | Амшанка                        | 27            | 13            | Чихачёвское               | Чихачёвская волость       | Чихачёвская волость   |
| 293 | 5   | Астищи                         | 13            | 12            | Чихачёвское               | Ново-Кузнецовская волость | Ашевское              |
| 294 | 6   | Ашево, село                    | 480           | 383           | Чихачёвское               | Ашевская волость          | Ашевское              |
| 295 | 7   | Бабарыгино                     | 10            | 10            | Чихачёвское               | Соколовская волость       | Добрывичская волость  |
| 296 | 8   | Бабино                         | 9             | 9             | Чихачёвское               | Добрывичская волость      | Добрывичская волость  |
| 297 | 9   | Батово                         | 17            | 18            | Чихачёвское               | Шиловская волость         | Добрывичская волость  |
| 298 | 10  | Бельково                       | 3             | 3             | Чихачёвское               | Чихачёвская волость       | Чихачёвская волость   |
| 299 | 11  | Бережок                        | 31            | 20            | Чихачёвское               | Чихачёвская волость       | Чихачёвская волость   |
| 300 | 12  | Большая Горка                  | 6             | 6             | Чихачёвское               | Шиловская волость         | Добрывичская волость  |
| 301 | 13  | Большие Разлоги                | 15            | 15            | Чихачёвское               | Чихачёвская волость       | Чихачёвская волость   |
| 302 | 14  | Большие Старики                | 35            | 21            | Чихачёвское               | Добрывичская волость      | Добрывичская волость  |
| 303 | 15  | Большое Иваново                | 10            | 8             | Чихачёвское               | Ашевская волость          | Ашевское              |
| 304 | 16  | Большой Камешек                | 21            | 12            | Чихачёвское               | Чихачёвская волость       | Чихачёвская волость   |
| 305 | 17  | Боровичи                       | 0             | 0             | Чихачёвское               | Соколовская волость       | Добрывичская волость  |
| 306 | 18  | Боровичи                       | 3             | 3             | Чихачёвское               | Шиловская волость         | Добрывичская волость  |
| 307 | 19  | Борыгино                       | 8             | 7             | Чихачёвское               | Ашевская волость          | Ашевское              |
| 308 | 20  | Боскино                        | 13            | 11            | Чихачёвское               | Ново-Кузнецовская волость | Ашевское              |
| 309 | 21  | Булыгино                       | 1             | 1             | Чихачёвское               | Шиловская волость         | Добрывичская волость  |
| 310 | 22  | Буяни                          | 0             | 0             | Чихачёвское               | Шиловская волость         | Добрывичская волость  |
| 311 | 23  | Валтухово                      | 12            | 16            | Чихачёвское               | Ново-Кузнецовская волость | Ашевское              |
| 312 | 24  | Ванюково                       | 3             | 3             | Чихачёвское               | Ново-Кузнецовская волость | Ашевское              |
| 313 | 25  | Велейно                        | 15            | 16            | Чихачёвское               | Ново-Кузнецовская волость | Ашевское              |
| 314 | 26  | Верендаль                      | 12            | 8             | Чихачёвское               | Соколовская волость       | Добрывичская волость  |
| 315 | 27  | Веретье                        | 19            | 22            | Чихачёвское               | Ново-Кузнецовская волость | Ашевское              |
| 316 | 28  | Выдрино                        | 4             | 1             | Чихачёвское               | Шиловская волость         | Добрывичская волость  |
| 317 | 29  | Выселок Стега                  | 4             | 11            | Чихачёвское               | Ашевская волость          | Ашевское              |
| 318 | 30  | Гомалино                       | 1             | 4             | Чихачёвское               | Чихачёвская волость       | Чихачёвская волость   |
| 319 | 31  | Горбачево                      | 5             | 11            | Чихачёвское               | Ашевская волость          | Ашевское              |
| 320 | 32  | Горенье                        | 17            | 11            | Чихачёвское               | Ашевская волость          | Ашевское              |
| 321 | 33  | Горлово                        | 2             | 3             | Чихачёвское               | Ашевская волость          | Ашевское              |
| 322 | 34  | Городище                       | 9             | 7             | Чихачёвское               | Чихачёвская волость       | Чихачёвская волость   |
| 323 | 35  | Городок                        | 2             | 1             | Чихачёвское               | Соколовская волость       | Добрывичская волость  |
| 324 | 36  | Грабово                        | 2             | 3             | Чихачёвское               | Шиловская волость         | Добрывичская волость  |
| 325 | 37  | Грани                          | 9             | 7             | Чихачёвское               | Шиловская волость         | Добрывичская волость  |
| 326 | 38  | Грибаново                      | 4             | 4             | Чихачёвское               | Шиловская волость         | Добрывичская волость  |
| 327 | 39  | Гривы                          | 5             | 4             | Чихачёвское               | Чихачёвская волость       | Чихачёвская волость   |
| 328 | 40  | Гущино                         | 5             | 4             | Чихачёвское               | Ашевская волость          | Ашевское              |
| 329 | 41  | Добрывичи                      | 155           | 135           | Чихачёвское               | Добрывичская волость      | Добрывичская волость  |
| 330 | 42  | Дремлено                       | 16            | 12            | Чихачёвское               | Добрывичская волость      | Добрывичская волость  |
| 331 | 43  | Дровшо                         | 8             | 3             | Чихачёвское               | Чихачёвская волость       | Добрывичская волость  |
| 332 | 44  | Друсино                        | 22            | 16            | Чихачёвское               | Чихачёвская волость       | Чихачёвская волость   |
| 333 | 45  | Дубки                          | 1             | 1             | Чихачёвское               | Чихачёвская волость       | Чихачёвская волость   |
| 334 | 46  | Дубовая                        | 6             | 3             | Чихачёвское               | Чихачёвская волость       | Чихачёвская волость   |
| 335 | 47  | Дубровки                       | 8             | 4             | Чихачёвское               | Добрывичская волость      | Добрывичская волость  |
| 336 | 48  | Дубье                          | 46            | 35            | Чихачёвское               | Чихачёвская волость       | Чихачёвская волость   |
| 337 | 49  | Дудино                         | 27            | 16            | Чихачёвское               | Чихачёвская волость       | Чихачёвская волость   |
| 338 | 50  | Дулово                         | 2             | 4             | Чихачёвское               | Чихачёвская волость       | Добрывичская волость  |
| 339 | 51  | Душилиха                       | 22            | 12            | Чихачёвское               | Добрывичская волость      | Добрывичская волость  |
| 340 | 52  | Еремино                        | 16            | 18            | Чихачёвское               | Соколовская волость       | Добрывичская волость  |
| 341 | 53  | Железинка                      | 4             | 3             | Чихачёвское               | Соколовская волость       | Добрывичская волость  |
| 342 | 54  | Железно                        | 54            | 47            | Чихачёвское               | Добрывичская волость      | Добрывичская волость  |
| 343 | 55  | Желнино                        | 5             | 2             | Чихачёвское               | Соколовская волость       | Добрывичская волость  |
| 344 | 56  | Жилино                         | 6             | 8             | Чихачёвское               | Шиловская волость         | Добрывичская волость  |
| 345 | 57  | Жучково                        | 13            | 9             | Чихачёвское               | Чихачёвская волость       | Чихачёвская волость   |
| 346 | 58  | Заболотье                      | 11            | 12            | Чихачёвское               | Ново-Кузнецовская волость | Ашевское              |
| 347 | 59  | Заболотье                      | 3             | 2             | Чихачёвское               | Соколовская волость       | Добрывичская волость  |
| 348 | 60  | Забор                          | 23            | 20            | Чихачёвское               | Ново-Кузнецовская волость | Ашевское              |
| 349 | 61  | Заборовье                      | 2             | 1             | Чихачёвское               | Ново-Кузнецовская волость | Ашевское              |
| 350 | 62  | Заборье                        | 5             | 4             | Чихачёвское               | Ашевская волость          | Ашевское              |
| 351 | 63  | Загорье                        | 10            | 12            | Чихачёвское               | Чихачёвская волость       | Чихачёвская волость   |
| 352 | 64  | Зажигино                       | 9             | 7             | Чихачёвское               | Ново-Кузнецовская волость | Ашевское              |
| 353 | 65  | Застременье                    | 15            | 11            | Чихачёвское               | Ашевская волость          | Ашевское              |
| 354 | 66  | Заханье                        | 9             | 6             | Чихачёвское               | Ашевская волость          | Ашевское              |
| 355 | 67  | Заход                          | 0             | 0             | Чихачёвское               | Добрывичская волость      | Добрывичская волость  |
| 356 | 68  | Зимин, хутор                   |               | 1             | Чихачёвское               | Добрывичская волость      |                       |
| 357 | 69  | Илларионовское                 | 16            | 17            | Чихачёвское               | Добрывичская волость      | Добрывичская волость  |
| 358 | 70  | Исаково                        | 35            | 30            | Чихачёвское               | Ново-Кузнецовская волость | Ашевское              |
| 359 | 71  | Кадочно                        | 4             | 1             | Чихачёвское               | Ашевская волость          | Ашевское              |
| 360 | 72  | Каменка                        | 9             | 10            | Чихачёвское               | Ашевская волость          | Ашевское              |
| 361 | 73  | Канино                         | 2             | 0             | Чихачёвское               | Шиловская волость         | Добрывичская волость  |
| 362 | 74  | Каравай                        | 7             | 3             | Чихачёвское               | Чихачёвская волость       | Чихачёвская волость   |
| 363 | 75  | Кириллово                      | 10            | 7             | Чихачёвское               | Ашевская волость          | Ашевское              |
| 364 | 76  | Климово                        | 5             | 10            | Чихачёвское               | Чихачёвская волость       | Чихачёвская волость   |
| 365 | 77  | Клюкино                        | 11            | 8             | Чихачёвское               | Шиловская волость         | Добрывичская волость  |
| 366 | 78  | Княжая                         | 4             | 10            | Чихачёвское               | Ново-Кузнецовская волость | Ашевское              |
| 367 | 79  | Комарниково                    | 9             | 8             | Чихачёвское               | Чихачёвская волость       | Чихачёвская волость   |
| 368 | 80  | Копенкино                      | 17            | 14            | Чихачёвское               | Ново-Кузнецовская волость | Ашевское              |
| 369 | 81  | Коскиничи                      | 18            | 14            | Чихачёвское               | Ново-Кузнецовская волость | Ашевское              |
| 370 | 82  | Костково 1                     | 7             | 4             | Чихачёвское               | Ашевская волость          | Ашевское              |
| 371 | 83  | Костково 2                     | 12            | 13            | Чихачёвское               | Ашевская волость          | Ашевское              |
| 372 | 84  | Костолом                       | 5             | 4             | Чихачёвское               | Добрывичская волость      | Добрывичская волость  |
| 373 | 85  | Котово                         | 5             | 1             | Чихачёвское               | Соколовская волость       | Добрывичская волость  |
| 374 | 86  | Красная Сопка                  | 13            | 11            | Чихачёвское               | Ашевская волость          | Ашевское              |
| 375 | 87  | Кузнецово                      | 24            | 34            | Чихачёвское               | Ново-Кузнецовская волость | Ашевское              |
| 376 | 88  | Лашково                        | 6             | 2             | Чихачёвское               | Соколовская волость       | Добрывичская волость  |
| 377 | 89  | Левашово                       | 0             | 0             | Чихачёвское               | Чихачёвская волость       | Чихачёвская волость   |
| 378 | 90  | Лобовино                       | 4             | 3             | Чихачёвское               | Чихачёвская волость       | Чихачёвская волость   |
| 379 | 91  | Лозовицы                       | 13            | 16            | Чихачёвское               | Шиловская волость         | Добрывичская волость  |
| 380 | 92  | Локница                        | 6             | 10            | Чихачёвское               | Ашевская волость          | Ашевское              |
| 381 | 93  | Ломы                           | 5             | 3             | Чихачёвское               | Шиловская волость         | Добрывичская волость  |
| 382 | 94  | Луковец                        | 10            | 7             | Чихачёвское               | Чихачёвская волость       | Добрывичская волость  |
| 383 | 95  | Луковищи                       | 21            | 12            | Чихачёвское               | Ашевская волость          | Ашевское              |
| 384 | 96  | Малая Горка                    | 4             | 3             | Чихачёвское               | Шиловская волость         | Добрывичская волость  |
| 385 | 97  | Малиновка                      | 9             | 9             | Чихачёвское               | Ашевская волость          | Ашевское              |
| 386 | 98  | Малое Иваново                  | 9             | 10            | Чихачёвское               | Ашевская волость          | Ашевское              |
| 387 | 99  | Малые Разлоги                  | 20            | 31            | Чихачёвское               | Чихачёвская волость       | Чихачёвская волость   |
| 388 | 100 | Малые Старики                  | 57            | 52            | Чихачёвское               | Добрывичская волость      | Добрывичская волость  |
| 389 | 101 | Малый Городец                  | 5             | 6             | Чихачёвское               | Ново-Кузнецовская волость | Ашевское              |
| 390 | 102 | Марыни                         | 11            | 9             | Чихачёвское               | Шиловская волость         | Добрывичская волость  |
| 391 | 103 | Маютино                        | 20            | 15            | Чихачёвское               | Добрывичская волость      | Добрывичская волость  |
| 392 | 104 | Минино                         | 17            | 10            | Чихачёвское               | Ашевская волость          | Ашевское              |
| 393 | 105 | Мирошкино                      | 18            | 12            | Чихачёвское               | Чихачёвская волость       | Чихачёвская волость   |
| 394 | 106 | Монастырево                    | 13            | 11            | Чихачёвское               | Чихачёвская волость       | Чихачёвская волость   |
| 395 | 107 | Мостки                         | 5             | 5             | Чихачёвское               | Ново-Кузнецовская волость | Ашевское              |
| 396 | 108 | Наротово                       | 10            | 8             | Чихачёвское               | Добрывичская волость      | Добрывичская волость  |
| 397 | 109 | Находкино                      | 2             | 4             | Чихачёвское               | Чихачёвская волость       | Чихачёвская волость   |
| 398 | 110 | Низок                          | 19            | 14            | Чихачёвское               | Чихачёвская волость       | Чихачёвская волость   |
| 399 | 111 | Никольское                     | 52            | 38            | Чихачёвское               | Чихачёвская волость       | Чихачёвская волость   |
| 400 | 112 | Никулино                       | 5             | 4             | Чихачёвское               | Соколовская волость       | Добрывичская волость  |
| 401 | 113 | Новое                          | 29            | 23            | Чихачёвское               | Соколовская волость       | Добрывичская волость  |
| 402 | 114 | Новое Замошье                  | 0             | 0             | Чихачёвское               | Шиловская волость         | Добрывичская волость  |
| 403 | 115 | Ново-Малый Городец             | 3             | 2             | Чихачёвское               | Ново-Кузнецовская волость | Ашевское              |
| 404 | 116 | Новосельские Березки (Березки) | 9             | 5             | Чихачёвское               | Чихачёвская волость       | Чихачёвская волость   |
| 405 | 117 | Нюшино                         | 2             | 2             | Чихачёвское               | Чихачёвская волость       | Чихачёвская волость   |
| 406 | 118 | Озерцы                         | 11            | 12            | Чихачёвское               | Шиловская волость         | Добрывичская волость  |
| 407 | 119 | Оклад                          | 27            | 21            | Чихачёвское               | Ново-Кузнецовская волость | Ашевское              |
| 408 | 120 | Орлово                         | 1             | 1             | Чихачёвское               | Ново-Кузнецовская волость | Ашевское              |
| 409 | 121 | Орсино                         | 11            | 4             | Чихачёвское               | Чихачёвская волость       | Добрывичская волость  |
| 410 | 122 | Осов                           | 2             | 2             | Чихачёвское               | Чихачёвская волость       | Чихачёвская волость   |
| 411 | 123 | Отрез                          | 0             | 0             | Чихачёвское               | Ново-Кузнецовская волость | Ашевское              |
| 412 | 124 | Паличино                       | 3             | 2             | Чихачёвское               | Чихачёвская волость       | Добрывичская волость  |
| 413 | 125 | Палкино                        | 27            | 20            | Чихачёвское               | Ашевская волость          | Ашевское              |
| 414 | 126 | Паново                         | 8             | 6             | Чихачёвское               | Соколовская волость       | Добрывичская волость  |
| 415 | 127 | Пахомово                       | 12            | 6             | Чихачёвское               | Соколовская волость       | Добрывичская волость  |
| 416 | 128 | Пезово                         | 5             | 2             | Чихачёвское               | Соколовская волость       | Добрывичская волость  |
| 417 | 129 | Пентешкино                     | 8             | 7             | Чихачёвское               | Ново-Кузнецовская волость | Ашевское              |
| 418 | 130 | Пешкино                        | 1             | 0             | Чихачёвское               | Ашевская волость          | Ашевское              |
| 419 | 131 | Плессы                         | 211           | 210           | Чихачёвское               | Ашевская волость          | Ашевское              |
| 420 | 132 | Плотки                         | 11            | 10            | Чихачёвское               | Соколовская волость       | Добрывичская волость  |
| 421 | 133 | Плотовец                       | 44            | 31            | Чихачёвское               | Чихачёвская волость       | Чихачёвская волость   |
| 422 | 134 | Подвигалово                    | 4             | 5             | Чихачёвское               | Ново-Кузнецовская волость | Ашевское              |
| 423 | 135 | Подлесье                       | 7             | 4             | Чихачёвское               | Добрывичская волость      | Добрывичская волость  |
| 424 | 136 | Половиково                     | 8             | 7             | Чихачёвское               | Чихачёвская волость       | Чихачёвская волость   |
| 425 | 137 | Полозово                       | 99            | 97            | Чихачёвское               | Ново-Кузнецовская волость | Ашевское              |
| 426 | 138 | Попково                        | 1             | 0             | Чихачёвское               | Чихачёвская волость       | Чихачёвская волость   |
| 427 | 139 | Пригон                         | 14            | 14            | Чихачёвское               | Чихачёвская волость       | Чихачёвская волость   |
| 428 | 140 | Продолжье                      | 8             | 8             | Чихачёвское               | Ашевская волость          | Ашевское              |
| 429 | 141 | Псковки                        | 44            | 44            | Чихачёвское               | Чихачёвская волость       | Чихачёвская волость   |
| 430 | 142 | Пустошка                       | 2             | 3             | Чихачёвское               | Ново-Кузнецовская волость | Ашевское              |
| 431 | 143 | Райская                        | 30            | 25            | Чихачёвское               | Ново-Кузнецовская волость | Ашевское              |
| 432 | 144 | Раково                         | 6             | 5             | Чихачёвское               | Ашевская волость          | Ашевское              |
| 433 | 145 | Речки                          | 12            | 9             | Чихачёвское               | Чихачёвская волость       | Добрывичская волость  |
| 434 | 146 | Решетниково                    | 3             | 1             | Чихачёвское               | Ашевская волость          | Ашевское              |
| 435 | 147 | Рябкино                        | 13            | 13            | Чихачёвское               | Ашевская волость          | Ашевское              |
| 436 | 148 | Савкино                        | 7             | 7             | Чихачёвское               | Ашевская волость          | Ашевское              |
| 437 | 149 | Самулиха                       | 25            | 31            | Чихачёвское               | Ново-Кузнецовская волость | Ашевское              |
| 438 | 150 | Селиваново                     | 0             | 6             | Чихачёвское               | Шиловская волость         | Добрывичская волость  |
| 439 | 151 | Симаниха                       | 36            | 30            | Чихачёвское               | Ашевская волость          | Ашевское              |
| 440 | 152 | Смолино                        | 2             | 3             | Чихачёвское               | Чихачёвская волость       | Чихачёвская волость   |
| 441 | 153 | Смородовка                     | 72            | 70            | Чихачёвское               | Шиловская волость         | Добрывичская волость  |
| 442 | 154 | Соколово                       | 22            | 17            | Чихачёвское               | Соколовская волость       | Добрывичская волость  |
| 443 | 155 | Сорочиново                     | 8             | 3             | Чихачёвское               | Чихачёвская волость       | Добрывичская волость  |
| 444 | 156 | Спиридонково                   | 3             | 3             | Чихачёвское               | Чихачёвская волость       | Чихачёвская волость   |
| 445 | 157 | Старцево                       | 1             | 3             | Чихачёвское               | Ашевская волость          | Ашевское              |
| 446 | 158 | Стега-1                        | 27            | 19            | Чихачёвское               | Ашевская волость          | Ашевское              |
| 447 | 159 | Стега-2 (или Стега)            | 9             | 9             | Чихачёвское               | Шиловская волость         | Добрывичская волость  |
| 448 | 160 | Степенино                      | 18            | 14            | Чихачёвское               | Ашевская волость          | Ашевское              |
| 449 | 161 | Стрелицы                       | 3             | 3             | Чихачёвское               | Чихачёвская волость       | Чихачёвская волость   |
| 450 | 162 | Сумароково                     | 12            | 12            | Чихачёвское               | Ново-Кузнецовская волость | Ашевское              |
| 451 | 163 | Сырково                        | 62            | 62            | Чихачёвское               | Чихачёвская волость       | Чихачёвская волость   |
| 452 | 164 | Сысоево                        | 44            | 32            | Чихачёвское               | Чихачёвская волость       | Чихачёвская волость   |
| 453 | 165 | Тетерки                        | 12            | 8             | Чихачёвское               | Чихачёвская волость       | Чихачёвская волость   |
| 454 | 166 | Тихвино                        | 15            | 17            | Чихачёвское               | Ново-Кузнецовская волость | Ашевское              |
| 455 | 167 | Торчилово                      | 2             | 2             | Чихачёвское               | Соколовская волость       | Добрывичская волость  |
| 456 | 168 | Ублиска                        | 193           | 187           | Чихачёвское               | Ново-Кузнецовская волость | Ашевское              |
| 457 | 169 | Уда                            | 109           | 92            | Чихачёвское               | Ново-Кузнецовская волость | Ашевское              |
| 458 | 170 | Удачино                        | 12            | 9             | Чихачёвское               | Ново-Кузнецовская волость | Ашевское              |
| 459 | 171 | Федорцево                      | 5             | 1             | Чихачёвское               | Соколовская волость       | Добрывичская волость  |
| 460 | 172 | Федорыгино                     | 19            | 13            | Чихачёвское               | Шиловская волость         | Добрывичская волость  |
| 461 | 173 | Филевка                        | 10            | 7             | Чихачёвское               | Ашевская волость          | Ашевское              |
| 462 | 174 | Фомичино                       | 4             | 2             | Чихачёвское               | Соколовская волость       | Добрывичская волость  |
| 463 | 175 | Хабни                          | 9             | 8             | Чихачёвское               | Добрывичская волость      | Добрывичская волость  |
| 464 | 176 | Черемша                        | 8             | 5             | Чихачёвское               | Соколовская волость       | Добрывичская волость  |
| 465 | 177 | Чертеново                      | 28            | 30            | Чихачёвское               | Добрывичская волость      | Добрывичская волость  |
| 466 | 178 | Чихачёво, село                 | 1130          | 996           | Чихачёвское               | Чихачёвская волость       | Чихачёвская волость   |
| 467 | 179 | Шабаново                       | 29            | 23            | Чихачёвское               | Соколовская волость       | Добрывичская волость  |
| 468 | 180 | Шилово                         | 267           | 234           | Чихачёвское               | Шиловская волость         | Добрывичская волость  |
| 469 | 1   | Бежаницы, рп (пгт)             | 6700          | 4846          | Бежаницы                  | Бежаницы                  | Бежаницы              |